# Metropolitano de Adana
O Metrô de Adana é um sistema de metropolitano que serve a cidade turca de Adana.

## História
O projeto do metrô foi iniciado em 1990, com seu estudo de viabilidade concluído em 1996. As obras do metrô de Adana foram iniciadas em 12 de janeiro de 1998 pelo consórcio formado pelas empresas Alarko,  Bombardier e ABB, com um custo inicial de 340 milhões de dólares. Por falta de recursos, o projeto foi paralisado em janeiro de 2001, com 60% de suas obras realizadas. Posteriormente surgiram acusações de corrupção contra as autoridades locais. O governo turco conseguiu um empréstimo adicional de 194 milhões de dólares em julho de 2006 e as obras foram retomadas, com previsão de conclusão para meados de 2009.
A inauguração do primeiro trecho do metrô ocorreu em 18 de março de 2009. A inauguração comercial do sistema ocorreu apenas em 14 de maio de 2010.

## Frota
A frota do metrô de Adana é composta por 12 trens (36 carros) fabricados pela empresa Hyundai Rotem. Cada carro possui 27 m de comprimento, 2,65 m de largura e capacidade de transportar 311 passageiros. A velocidade máxima dos trens é de 80 quilômetros por hora.
| Imagem | Origem        | Fabricante    | Ano  | Frota (trens/carros) |
| ------ | ------------- | ------------- | ---- | -------------------- |
|        | Coréia do Sul | Hyundai Rotem | 2009 | 12/36                |

## Passageiros transportados
| Ano  | Passageiros |
| ---- | ----------- |
| 2014 | 13 500 000  |
| 2017 | 9 000 000   |
| 2018 | 9 000 000   |
| 2019 | 8 886 204   |